# Drimia noctiflora
Drimia noctiflora là một loài thực vật có hoa trong họ Măng tây. Loài này được (Batt. & Trab.) Stearn mô tả khoa học đầu tiên năm 1978.